# Лопес, Виктор
Ви́ктор Мануэ́ль Ло́пес На́рхе (исп. Víctor Manuel López Narge; род. 9 апреля 1971 года, Либертад, Уругвай) — уругвайский футболист, полузащитник и нападающий.

## Биография

### Клубная карьера
Лопес начал профессиональную карьеру в убе «Пеньяроль», за который играл с 1990 до середины 1993 года. С середины 1993 года до середины 1998 года выступал за аргентинский «Феррокарриль Оэсте». За аргентинцев он отыграл 112 матчей и забил в них 19 голов. Затем переехал в Испанию в клуб «Эстремадура», но, не сыграв за этот клуб ни одного матча, через несколько недель, в августе 1998 года присоединился к аргентинскому «Индепендьенте», где оставался до середины 2000 года, забив за него 10 голов в 41 матче. Далее Лопес перебрался в клуб второго дивизиона «Лос-Андес». Отыграв 35 матчей, забил пять голов, после чего вернулся на один сезон в «Индепендьенте». Вторую половину 2002 года Лопес провел в рядах уругвайского клуба высшего дивизиона «Дефенсор Спортинг» и в 20 проведенных играх не отличился ни разу. В 2003 году Лопес перешёл в российский «Уралан» Элиста, за который забил два гола в 25 матчах. Последним клубом в карьере Лопеса стал уругвайский «Феникс» Монтевидео.

### Карьера в сборной
5 мая 1991 года Лопес дебютировал за сборную Уругвая в проигранном 0:1 товарищеском матче против сборной США под руководством тренера Педро Рамона Кубильи. Два дня спустя он забил в выигранном 2:0 матче на Camel Cup против Мексики свой единственный гол в футболке сборной. В общей сложности он сыграл в том же году семь матчей за сборную Уругвая и был членом команды на Кубке Америки 1991. Свой восьмой и последний международный матч Лопес провел 16 ноября 1997 года под руководством тренера Роке Масполи против Эквадора в отборочном матче к чемпионату мира 1998 года (5:3).